# Милёхин, Михаил Михайлович
Михаил Михайлович Милёхин (род. 2 ноября 1988, Челябинск) — российский хоккеист, нападающий.

## Биография
Сын хоккеиста Михаила Милёхина, младший брат Никита также хоккеист.
Родился в Челябинске, где играл отец затем вместе с семьёй переехал в Саратов, где и начал заниматься хоккеем. Выпускник школы московского «Спартака», начинал играть во второй команде (2004/05 — 2005/06). Сезон 2006/07 отыграл в ЦСКА-2, провёл четыре матча за ЦСКА в Суперлиге. В сезоне 2007/08 выступал в высшей лиге за «Нефтяник» Лениногорск и «Крылья Советов». Следующий сезон начал в команде КХЛ «Химик» Воскресенск, затем вернулся в «Крылья Советов». Играл в ВХЛ за клубы «Рязань» (2010/11, 2011/12, 2014/15), ХК ВМФ СПб (2011/12),
«Саров» (2012/13), «Динамо» Балашиха (2012/13 — 2013/14), «Кристалл» Саратов (2013/14), «Рубин» Тюмень (2013/14). После игр за «Тамбов» (РХЛ, 2014/15) пропустил сезон. Завершал карьеру в командах ВХЛ «СКА-Нева» (2016/17 — 2017/18), «Рязань» (2017/18), «Торпедо» Усть-Каменогорск (2017/18).
Бронзовый призёр молодёжного чемпионата мира (2008).
Несмотря на большие габариты, обладал филигранной техникой. Нередко в матчах высшей лиги (ВХЛ) забирал шайбу у своих ворот, обыгрывал по пути всех соперников и голкипера, поражая ворота. После завершения карьеры в большом хоккее выступал в турнирах 3х3. 